# Böhmer Weiher
Der Böhmer Weiher ist ein künstlicher See bei Saulgrub. Der See entwässert über den Schindelwiesgraben in die Ammer.